# تشارلي كروجر
تشارلي كروجر (بالإنجليزية: Charlie Krueger)‏ هو لاعب كرة قدم أمريكية أمريكي، ولد في 28 يناير 1937 في كالدويل في الولايات المتحدة.

## وصلات خارجية
- تشارلي كروجر على موقع مرجع كرة القدم المحترفة.كوم (الإنجليزية)